# Vinhos regionais
 (septembre 2014).
Si vous disposez d'ouvrages ou d'articles de référence ou si vous connaissez des sites web de qualité traitant du thème abordé ici, merci de compléter l'article en donnant les références utiles à sa vérifiabilité et en les liant à la section « Notes et références ».
L'appellation Vinho regional définit les vins de table portugais avec une indication géographique. L'appellation est similaire aux vins de pays en France sous les Indications Géographiques Protégées (IGP) définies par l'Union Européenne. Ces vins qui, tout en étant de qualité, ne sont pas considérés comme des AOVQPRD, car ils ne respectent pas au moins l’une des règles des appellations portugaises (DOC ou IPR).